# Paulino Fernandes Madeca
Paulino Fernandes Madeca (* 28. November 1927 in Chingolo in Cabinda, Angola; † 9. Januar 2008 in Luanda, Angola) war römisch-katholischer Bischof von Cabinda.

## Leben
Madeca trat 1940 ins Priesterseminar ein, studierte Katholische Theologie und Philosophie in Luanda und empfing dort am 20. Juli 1958 die Priesterweihe.
Am 22. Juli 1983 wurde er von Papst Johannes Paul II. zum Titularbischof von Egnatia und zum Weihbischof im Erzbistum Luanda ernannt. Die Bischofsweihe spendeten ihm der Apostolische Delegat in Angola, Erzbischof Fortunato Baldelli, am 9. Oktober desselben Jahres; Mitkonsekratoren waren Eduardo André Muaca, Erzbischof von Luanda, und Oscar Lino Lopes Fernandes Braga, Bischof von Benguela.
Am 2. Juli 1984 erfolgte die Ernennung zum ersten Bischof des Bistums Cabinda, welches im selben Jahr aus dem Erzbistum Luanda heraus gegründet worden war.
Fernandes Madeca engagierte sich gegen die staatlichen Ungerechtigkeiten, die ungenügenden Lebensverhältnisse der Bevölkerung und für die Einhaltung der Menschenrechte in Cabinda.
Papst Johannes Paul II. nahm am 11. Februar 2005 sein altersbedingtes Rücktrittsgesuch an. Er starb im Militärkrankenhaus von Luanda und wurde in Cabinda beigesetzt.

## Nachweise
1. ↑  http://notasformais.blogspot.com/2004/07/cabinda-se-no-fosse-voz-da-igreja.html
2. ↑  http://devel.paroquias.org/noticias.php?n=197@1@2Vorlage:Toter+Link/devel.paroquias.org+(Seite+nicht+mehr+abrufbar,+festgestellt+im+Dezember+2018.+Suche+in+Webarchiven) Datei:Pictogram+voting+info.svg Info:+Der+Link+wurde+automatisch+als+defekt+markiert.+Bitte+prüfe+den+Link+gemäß+Anleitung+und+entferne+dann+diesen+Hinweis.